# Grannelagsrätt
Grannelagsrätt är en sammanfattning av de rättsregler som rör förhållandet mellan ägare eller innehavare av samma eller angränsande fastigheter. En fastighetsägare är för sina grannars skull till viss del begränsad i sitt förfogande över fastigheten. Det gäller bland annat allmänt hänsynstagande, skyldighet att låta en granne ta bort en gren som hänger över ägogränsen, skyldighet att förekomma skada vid grävningsarbeten, och skyldighet att ge tillträde till fastigheten vid byggnadsarbeten med mera.

## Viderboende och nabo
I jordabalken i 1734 års lag definieras begreppen viderboende och nabo så att den som äger del i hus och tomt i stad hade viderboenderätt. Den som bodde därintill hade naborätt. Enligt doktrinen föll inte bara ägare av en viss del av en tomt eller fastighet under begreppet viderboende, det omfattade även den som ägde en ideell andel av en sådan. Viderboende och nabor hade lösningsrätt till grannfastigheter. Denna lösningsrätt fanns kvar i Finland till utgången av år 1996.